# Club Deportivo Vitoria
Il Club Deportivo Vitoria è una società calcistica con sede nell'omonima città nei Paesi Baschi, in Spagna. Gioca in Segunda Federación, il quarto livello del calcio spagnolo professionistico.

## Stagioni
| Stagione    | Categoria | Posizione |
| ----------- | --------- | --------- |
| dal 1945-46 | Regionali | —         |
| al 1955-56  | Regionali | —         |
| 1956/57     | 3ª        | 11°       |
| 1957/58     | 3ª        | 18°       |
| 1958/59     | Regionali | —         |
| 1959/60     | 3ª        | 12°       |
| 1960/61     | 3ª        | 2°        |
| 1961/62     | 3ª        | 14°       |
| 1962/63     | 3ª        | 17°       |
| dal 1963-64 | Regional  | —         |
| al 2003-04  | Regional  | —         |

| Stagione         | Categoria  | Posizione |
| ---------------- | ---------- | --------- |
| 2004/05          | Reg. Pref. | 7°        |
| 2005/06          | Reg. Pref. | 2°        |
| 2006/07          | Reg. Pref. | 1°        |
| Tercera División | 3ª         | 20°       |
| 2008/09          | Reg. Pref. | 2°        |
| 2009/10          | Reg. Pref. | 6°        |
| 2010/11          | Reg. Pref. | 1°        |
| 2011/12          | 3ª         | —         |

## Tornei nazionali
- 2ª División: 0 stagioni
- 2ª División B: 0 stagioni
- 3ª División: 8 stagioni

## Palmarès

### Competizioni nazionali
- Tercera Federación: 1

2023-2024 (gruppo 4)

### Altri piazzamenti
- Tercera División:

Secondo posto: 1960-1961
- Tercera Federación:

Secondo posto: 2022-2023 (gruppo 4)